# Methodus

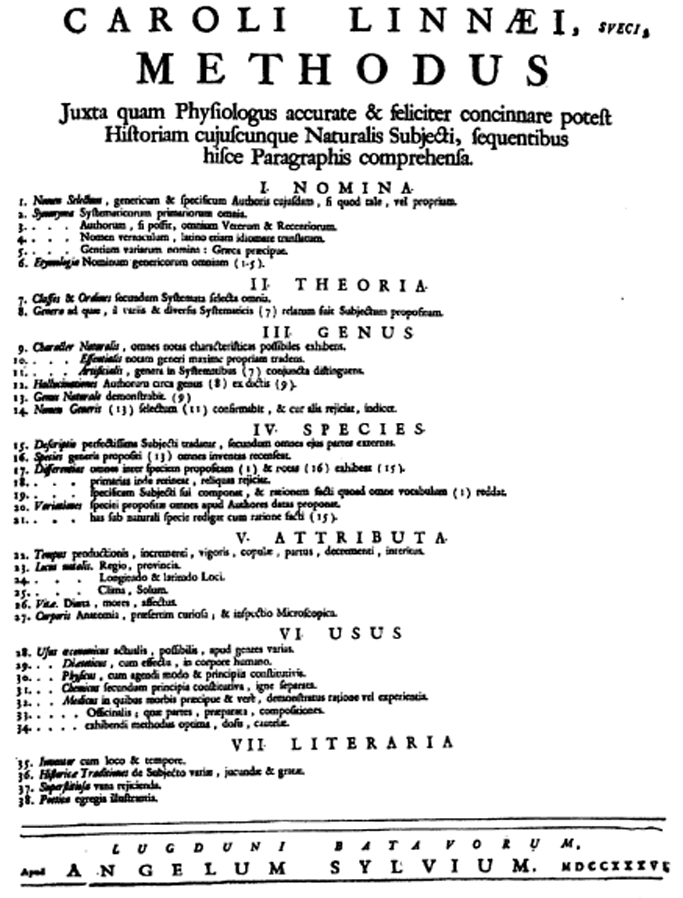
Linnés Methodus von 1736

Der Methodus von Carl von Linné ist ein Folioblatt, auf dem er seine Methode zur Einordnung und Beschreibung eines beliebigen Naturgegenstandes darlegte. Es war ursprünglich als Bestandteil seines 1735 erschienenen Werkes Systema Naturae geplant und wurde kurz darauf veröffentlicht.

## Werk
Das Folioblatt erschien 1736 unter dem Titel: Methodus Juxta Quam Physiologus Accurate & feliciter concinnare potest Historiam cujuscunque Naturalis Subjecti, sequentibus hisce Paragraphis comprehensa („Die Methode des Carl Linnaeus aus Schweden, mit deren Hilfe jeder Naturkundige genau und erfolgreich die Geschichte eines beliebigen Gegenstandes zusammenfügen kann“). Es wurde in Leiden von Johan Wilhelm de Groot gedruckt und von Angelus Sylvius vertrieben.
Es sind zahlreiche Ausgaben der 1. Auflage von Systema Naturae bekannt, in denen das Folioblatt des Methodus gemeinsam mit den Folioblättern Systema Naturae gebunden wurde. Spätere Auflagen von Systema Naturae enthielten den Methodus unter einem veränderten Titel und mit nur sehr geringen inhaltlichen Veränderungen. In der 2., 4. und 5. Auflage lautete er Methodus demonstrandi lapides, vegetabilia aut animalia. In der deutschsprachigen 3. Auflage war kein Methodus vorhanden, da diese  auf 1. Auflage beruhte. Mit der 6. Auflage wurden die Mineralien ans Ende der Aufzählung der drei Naturreiche gesetzt: Methodus demonstrandi animalia, vegetabilia aut lapides. Unter diesem Titel war er auch in der 7. und 9. Auflage vorhanden. Die 8. Auflage von Systema Naturae enthielt keinen Methodus, da in ihm nur das Pflanzenreich behandelt wurde. Beginnend mit der 10. Auflage war der Methodus kein Bestandteil von Systema Naturae mehr.

### Entstehungsgeschichte
1735 hielt sich Linné in Holland auf und hatte dort unter anderem Jan Frederik Gronovius kennengelernt, der gemeinsam mit Isaac Lawson die Herausgabe der 1. Auflage von Systema Naturae finanzierte. Der Methodus sollte ursprünglich nach der zweiten Tabelle des Regnum Animales gedruckt werden. Erst Ende November 1735 war eine Druckprobe fertig. Am 9. Dezember 1735 teilte Gronovius Linné mit, dass der Druck der 1. Auflage von Systema Naturae beendet und nur noch der Methodus übrig sei. Mitte Januar war der Methodus durch den Drucker Johan Wilhelm de Groot fertiggestellt.

### Inhalt
Das Folioblatt enthält 38 Unterpunke, die wie folgt gegliedert sind:
- I. Nomina (Namen), Punkt 1–6
- II. Theoria (Theorie), Punkt 7–8
- III. Genus (Gattung), Punkt 9–14
- IV. Species (Art), Punkt 15–21
- V. Attributa (Attribute), Punkt 22–27
- VI. Usus (Verwendung), Punkt 28–34
- VII. Literaria (Literatur), Punkt 35–38

Ein Naturgegenstand muss einen ausgewählten Namen tragen, der aus einem Gattungs- und einem Artnamen eines ausgewählten Autors besteht. Die Synonyme anderer Systematiker sind ebenso anzugeben, wie bekannte Trivialnamen und die Etymologie der Namen. Die Theorie sollte Klassen und Ordnungen behandeln und die Gattungen diskutieren, in die der fragliche Naturgegenstand durch verschiedene Systematiker eingeordnet wurde. Die Beschreibung einer Gattung muss die natürlichen, wesentlich und künstlichen Merkmale enthalten und deutlich machen, warum Gattungen anderer Autoren zurückgewiesen wurden. Die Beschreibung einer Art sollte sich an äußeren Merkmalen orientieren, möglichst vollständig sein, dabei aber nur die wesentlichen Unterschiede zu anderen Arten der gleichen Gattung beinhalten. Alle ihre Variationen sind ebenfalls zu besprechen. Mit den Attributen werden der Lebenslauf von Erzeugung bis Zerstörung, der Lebensraum, die Lebensweise und die Anatomie des Naturgegenstandes beschrieben. Die Verwendung sollte den ökonomischen und diätetischen Nutzen sowie den Gebrauch in der Heilkunde und Medizin umfassen. Die anzugebene Literatur besteht aus dem Entdecker, dem Ort und dem Zeitpunkt der Entdeckung, historischen Überlieferungen und herausragender Dichtkunst.

## Anwendung des „Methodus“ durch Linné
In Musa Cliffortiana, seiner 1736 ausgearbeiteten Monographie über die Banane, hielt sich Linné fast exakt an das im Methodus ausgearbeitete Schema. Die Artbeschreibungen im ein Jahr später veröffentlichten Hortus Cliffortianus, einer Beschreibung aller Pflanzen des Herbariums und des Gartens von George Clifford in Hartekamp, folgten einem ähnlichen Schema. Einige der in den Amoenitates Academicae veröffentlichten Dissertationen seiner Schüler folgten ebenfalls dem im Methodus dargestellten Aufbau, beispielsweise die Monografien über die Zwerg-Birke (Betula nana), die Feigen (Ficus) oder die Passionsblumen (Passiflora).

## Nachweise